# 和川镇
和川镇，是中华人民共和国山西省临汾市安泽县下辖的一个乡镇级行政单位。

## 行政区划
和川镇下辖以下地区：
和川村、上县村、西洪驿村、东洪驿村、孔旺村、石渠村、岭南村、荆村、法井村、沁河庄村、罗云村、车道村、双头村、议亭村、北崖底村、安上村、上田村和河东村。